# High Littleton
High Littleton est une paroisse civile et un village du Somerset, en Angleterre.